# コピー打法
コピー打法（コピーだほう）は、2001年夏頃に発覚したサミーを含む系列（ロデオ、アリストクラートなど）パチスロ機の設計上の不具合を突いた攻略打法。この打法による混乱を「サミー騒動」などとも呼ぶ。

## 概要
レバーを手前に引きながらゆっくり上に上げると、乱数による抽選を行わないままリールを回転させることができる。その結果、前ゲームの乱数がそのまま使われ、実質的に「前ゲームの成立フラグ」のコピーとなる。
『獣王』では「純ハズレ」でアシストタイム（AT）の抽選をしていたため抽選確率が2倍になり、ATが「特定小役の成立」となっていた『ダブルチャレンジ』はAT自体をコピーできる。さらにはボーナスストック機能を持つ『ハードボイルド』ではボーナスをコピーできるなど、機械割が大幅に上昇することになった。
| 機種                | 効果 |
| ------------------- | --- |
| ディスクアップ      | 15枚役のコピーによるコイン持ち上昇                                                                        |
| キャッツアイ        | 12枚役のコピーによるコイン持ち上昇                                                                        |
| 獣王                | 15枚役のコピーによるコイン持ち上昇、純ハズレのコピーによるAT突入期待度を上げる                            |
| インディージョーズ2 | 15枚役のコピーによるコイン持ち上昇とコインの獲得率アップ、AT突入期待度を上げる                            |
| キングオブファイア  | 15枚役のコピーによるコイン持ち上昇                                                                        |
| ハードボイルド2     | 8枚役のコピーによるコイン持ち上昇、ボーナスバンクシステム（ストック機能）により成立ボーナスもコピーできた |
| ダブルチャレンジ    | 12枚役のコピーによるコイン持ち上昇、成立ATをコピーできた                                                  |
| ネコde小判          | 15枚役のコピーによるコイン持ち上昇、リプレイをコピーすることでAT突入期待度大幅UP                          |

## 原因と対策
原因は基板の接触の甘さをメーカーが見逃したチェック不足によるものであった。
レバーをゆっくり下げると、電圧の差によりフラグ抽選の信号が出る前にリール回転の信号が先に出てしまう。十分に下げきる前にレバーを戻すと、リールが回転してもフラグ抽選をしない状態になるが、設計上前回のRAMに残っているフラグを参照するので、同一役が成立するのである。
対策として、ホールは島を閉鎖し、メーカーが基板の交換や部品を取り付けるなどして対応した。しかし、問題発覚から対応までの素早さ（発覚後数日で一連の対応が取られた）から、メーカーは発覚前からこの問題を認識していたのでは、との声もある。